# سوتا كاساهارا
سوتا كاساهارا (باليابانية: 笠原 宗太) (9 مايو 1976 في غونما في اليابان – )؛ هو لاعب كرة قدم ياباني سابق كان يلعب كمدافع.

## وصلات خارجية
- سوتا كاساهارا على موقع رابطة كرة القدم اليابانية للمحترفين (اليابانية)